# Svensk mesterskab i ishockey 1940
Det svenske mesterskab i ishockey 1940 var det 18. svenske mesterskab i ishockey for mandlige klubhold. Mesterskabet havde deltagelse af 36 klubber og blev afviklet som en cupturnering i perioden 9. februar - 12. marts 1940.
Mesterskabet blev vundet af IK Göta, som blev svenske mestre for ottende gang, men for første gang siden 1930. I finalen vandt IK Göta med 4-1 over de forsvarende mestre fra AIK på Östermalms IP i Stockholm. Kampen var nærmest allerede afgjort efter første periode, som IK Göta vandt med 3-0. Torsten Jöhncke stod for to af sejrherrernes mål, mens Roland Pettersson-Lidensjö scorede ét. Det sidste af Götas mål var et selvmål. Ruben Carlsson pyntede på resultatet for AIK.
IK Göta var i SM-finalen for niende gang men for første gang siden 1933. AIK havde kvalificeret sig til slutkampen for sjette gang, og det var tredje gang, at de måtte nøjes med sølvmedaljerne. De to hold mødtes også i SM-finalen i 1930, hvor IK Göta ligeledes trak det længste strå.
SM-finalen blev for første gang siden 1931 spillet udendørs, eftersom Ispaladset, Sveriges eneste indendørs isbane, hvor de mellemliggende syv finaler var blevet afviklet, var lukket i 1938.

## Resultater

### Indledende runde
| 9. februar  | IF Verdandi - Västerås SK        | 4–3 |
| 10. februar | IK Westmannia - Västerås IK      | 3–4 |
| 10. februar | IFK Västerås - IFK Mariefred     | 0–7 |
| 11. februar | Surahammars IF - IF Aros         | 3–3 |
| 12. februar | Djurgårdens IF - Rålambshofs IF  | 1–2 |
| 13. februar | IFK Lidingö - Skuru IK           | 3–2 |
| 14. februar | IFK Stockholm - Thule IF         | 4–3 |
| 14. februar | Lilljanshofs IF - Westermalms IF | 4–0 |
| 20. februar | IFK Nyland - GIF Sundsvall       | 7–0 |

#### Omkamp
| 12. februar | IF Aros - Surahammars IF | 2–1 |

### Første runde
| 16. februar | Reymersholms IK - Älvsjö AIK      | 6–0 |
| 16. februar | IK Sirius - Stockholms IF         | 1–8 |
| 16. februar | IFK Lidingö - Lilljanshofs IF     | 0–5 |
| 17. februar | IFK Norrköping - IK Hermes        | 1–3 |
| 18. februar | Södertälje IF - Rålambshofs IF    | 5–2 |
| 18. februar | IK Sleipner - Tranebergs IF       | 2–4 |
| 20. februar | IF Vesta - IFK Stockholm          | 2–1 |
| 20. februar | IF Aros - Västerås IK             | 4–0 |
| 24. februar | IFK Nyland - UoIF Matteuspojkarna | 1–3 |
| 25. februar | IF Verdandi - Nacka SK            | 1–7 |
| 29. februar | IFK Mariefred - IK Sture          | 3–2 |

### Ottendedelsfinaler
| Dato        | Kamp                            | Res. | Perioder      | Tilsk. | Spillested  |
| ----------- | ------------------------------- | ---- | ------------- | ------ | ----------- |
| 23. februar | Hammarby IF - Lilljanshofs IF   | 3–0  | 2-0, 1-0, 0-0 | 100    | Hammarby IP |
| 23. februar | Karlbergs BK - Reymersholms IK  | 4–0  |               |        |             |
| 23. februar | Södertälje SK - IK Hermes       | 1–2  |               |        |             |
| 25. februar | IK Aros - AIK                   | 0–8  |               |        |             |
| 25. februar | Södertälje IF - Tranebergs IF   | 2–0  |               |        |             |
| 28. februar | IF Vesta - IK Göta              | 0–3  |               |        |             |
| 28. februar | Nacka SK - UoIF Matteuspojkarna | 2–4  |               |        |             |
| 1. marts    | Stockholms IF - IFK Mariefred   | 2–5  |               |        |             |

### Kvartfinaler
| Dato     | Kamp                                | Res. | Perioder      | Tilsk. | Spillested  |
| -------- | ----------------------------------- | ---- | ------------- | ------ | ----------- |
| 1. marts | AIK - IK Hermes                     | 5–2  |               |        |             |
| 1. marts | Karlbergs BK - UoIF Matteuspojkarna | 3–1  |               |        |             |
| 3. marts | Hammarby IF - IFK Mariefred         | 7–0  | 3-0, 0-0, 4-0 |        | Hammarby IP |
| 3. marts | Södertälje IF - IK Göta             | 1–3  |               |        |             |

### Semifinaler
| Dato     | Kamp                  | Res. | Perioder      | Tilsk.  | Spillested    |
| -------- | --------------------- | ---- | ------------- | ------- | ------------- |
| 6. marts | AIK - Karlbergs BK    | 2–0  |               |         |               |
| 8. marts | Hammarby IF - IK Göta | 1–2  | 0-1, 1-0, 0-1 | 500-700 | Östermalms IP |

### Finale
| Dato      | Kamp          | Res. | Perioder      | Tilsk. | Spillested    |
| --------- | ------------- | ---- | ------------- | ------ | ------------- |
| 12. marts | AIK - IK Göta | 1–4  | 0-3, 0-0, 1-1 |        | Östermalms IP |

## Spillere
IK Götas mesterhold bestod af følgende spillere:
- John Aleberg (1. SM-titel)
- Åke Ericson (4. SM-titel, de tre første som AIK-spiller)
- Sten Jihde (1. SM-titel)
- Torsten Jöhncke (1. SM-titel)
- Kurt Karlberg (1. SM-titel)
- Yngve Liljeberg (1. SM-titel)
- Curt Lindqvist (1. SM-titel)
- Roland Pettersson-Lindensjö (1. SM-titel)
- Ernst Wilkert (1. SM-titel)